# SEPECAT ジャギュア
SEPECAT ジャギュア
イギリス空軍のジャギュアGR.3
- 用途：訓練機・軽攻撃機
- 製造者：

  -  ブレゲー
  -  BAC
  -  ヒンドスタン航空機（ライセンス生産）
- 運用者
  -  イギリス空軍（現在は退役）
  -  フランス空軍（現在は退役）
  -  インド空軍
  -  エクアドル空軍他
- 初飛行：1968年9月4日
- 生産数：543機
- 運用状況：現役

SEPECAT ジャギュア（SEPECAT Jaguar）は、イギリスとフランスが共同開発した訓練機および超音速攻撃機。名称の由来は、日本語でジャガーと呼ばれる動物だが、この訓練・攻撃機を指す場合はジャギュアと表記される。ジャガー jaguar のイギリス英語、アメリカ英語、フランス語、の発音に忠実な日本語表記はそれぞれ、ジャギュア、、ジャグヮー、「ジャグワール」である。

## 開発
1965年、高等練習機を求めていたイギリスと軽攻撃機を求めていたフランスの利益が一致し、共同開発が行われることとなった。共同開発にあたって、フランスからはブレゲー（現ダッソー）社、イギリスからはBAC（現BAEシステムズ）社が選ばれ、1966年5月に国際共同会社SEPECAT社を設立した。SEPECATは戦闘訓練・対地支援機のヨーロッパ共同開発 (Société Européenne de Production de 'l avion École de Combat et Appui Tactique) のフランス語頭文字をとったものである。
開発では、まず8機の試作機が製造され、1968年9月4日に試作初号機が初飛行し、この段階で英仏双方で各200機を調達することで合意。イギリス空軍は単座のジャギュア S（ジャギュア GR Mk.1）165機と複座のジャギュア B（ジャギュア T Mk.2）35機、フランス空軍は単座のジャギュア Aを160機と複座のジャギュア Eを40機を調達することになった。

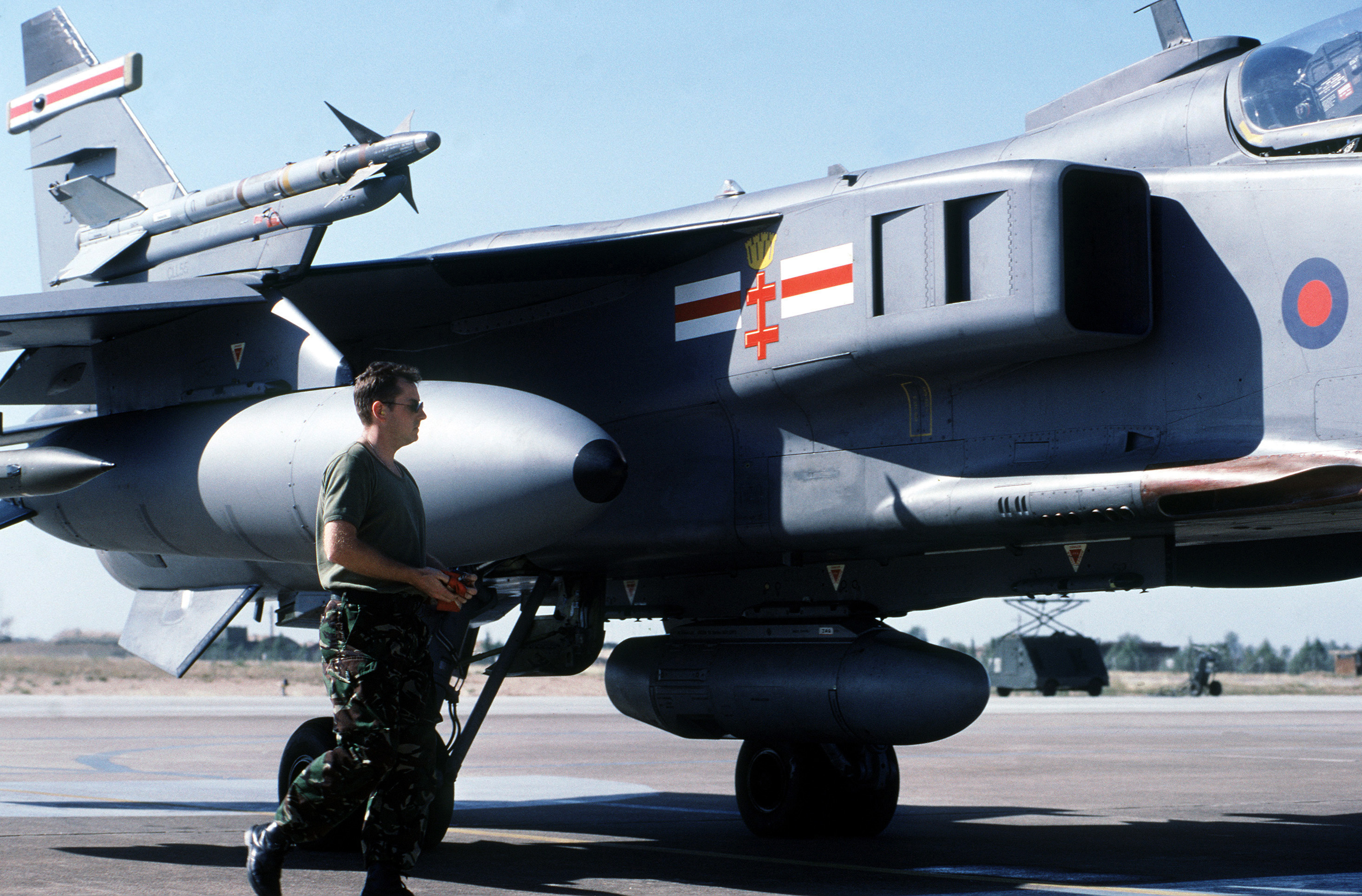
主翼上面にAAM ランチャーを装備するジャギュア GR.3A

ジャギュアA初号機は1969年3月29日に初飛行し、ジャギュアS初号機も1969年10月29日に初飛行した。1969年11月14日にはフランス海軍向けの艦載機型ジャギュアMが初飛行しているが、開発コストの高騰と発着艦能力に問題があるとして計画はキャンセルされ、シュペルエタンダールに採用を奪われている。
アドーアエンジンを2基搭載してやや下反角のついた主翼を高翼配置としている。主翼の後退角は、翼舷25 %の位置で40度、中ほどにはドッグトゥースがつけられている。エンジンの排気口は、水平尾翼の前下方についている。主脚はダブルタイヤが採用され、前線の不整地滑走路からの離着陸も考慮されている。ハードポイントは左右の主翼に各2ヶ所、胴体下に1ヶ所の計5ヶ所だが、イギリス空軍では主翼上面にAAM ランチャー付きパイロンを装備できるようにしている。ロール軸の制御はスポイラーの差動（スポイレロン）と水平尾翼の差動（テイルロン）の併用で行う（スポイラーのみでローリングすると反応が遅くなるため）。
同じアドーアエンジン双発ということもあって、本機は機体の寸法・デザインが日本の三菱 T-2（1971年初飛行）/F-1（1975年初飛行）と非常に良く似ており、双方とも攻撃機・練習機として使われている。しかし、ジャギュアは攻撃機から練習機が派生したが、T-2/F-1は練習機から支援戦闘機（攻撃機）が派生している点が異なる。また、主翼はジャギュアが削り出し一体構造であるのに対し、T-2/F-1はより軽量で強度の高い複合材接合を用いている。
1973年より、フランス空軍とイギリス空軍に配備が開始された。海外輸出もされたが、皮肉にも開発国のフランスは本機よりもミラージュ5やミラージュF1などの純国産機の輸出を推し進めたため、イギリスのみで輸出販売が行われた本機はフランスの純国産機と競合する形になってしまい、インドなど4ヶ国で採用されたのみに留まった。

## 運用
攻撃機として、湾岸戦争やコソボ紛争において実戦参加を行っているほか、イギリス空軍では高等練習機としても用いられている。フランス空軍では核攻撃機としても運用されていたが、ミラージュ2000Nに核攻撃任務は引き継がれた。オマーン空軍では当時唯一の超音速機であったことから防空任務にも使用されていた。
練習機としてもイギリス空軍では2007年に退役、オマーン空軍のジャギュアも2014年8月に退役した。
ジャギュアは練習機としては過剰性能かつ高価過ぎることの反省から、英仏共により安価で使い勝手の良い練習機として、それぞれBAe ホークとダッソー/ドルニエ アルファジェットを開発した。

### インド空軍
インド空軍のジャギュア攻撃機は、1980年代からヒンドスタン航空機でシャムシャー (ヒンディー語：जैगुआर、Shamsher) の名でライセンス生産されており、偵察任務から海上での支援戦闘機として運用してきた。1999年のカルギル戦争では、レーザー誘導爆弾による空爆を行うなど、実戦でも積極的な役割を果たした。
2020年代でも配備しているのはインド空軍のみだが、配備から30年以上経過したヒンドスタン航空機によるシャムシャーの近代化改修が計画されていた。HAL シャムシャー・ダーリンIIIと名付けられた改修内容は多岐にわたり、推力不足のアドーアエンジンを、ハネウェル社のF125IN エンジンに換装し推力強化をはかるほか、全天候マルチモードレーダーを搭載し、操縦席をグラスコックピット化してオートパイロットとヘッドマウントディスプレイ、フライ・バイ・ワイヤを採用。ミッションコンピュータや飛行計器システム、ソリッドステート・デジタル・ビデオ・レコーディング・システム、ソリッドステートフライトデータレコーダーと追加機能を含む、最先端のアビオニクスに変更する。2012年にHAL シャムシャー・ダーリンIIIは初飛行に成功し、88機のシャムシャーを改修する予定だった。しかし、2基のF125INだけで1機あたり2,670万ドル、その他の改修でさらに1機あたり2億ルピー（280万ドル）かかるという見積もりから、費用対効果に優れないと判断され2019年に改修を断念し、ライセンス生産中のSu-30MKIを増備することが発表された。

### ナイジェリア空軍
ナイジェリア空軍では、単座のSN型13機と複座のBN型5機が調達された。ナイジェリアの政情や周辺国への配慮から、両型とも通常爆弾以外の攻撃能力が外された輸出仕様である。発注は1983年で、納入は翌1984年5月から開始され、マイドゥグリ基地の第2戦術飛行隊に配備された。しかし、ナイジェリア空軍の整備能力では扱いが難しく、納入当初は積極的に飛行させたものの1991年を最後に飛行は確認されておらず、整備も放棄されてそのまま退役した。飛行時間は各機とも平均150時間程度とされる。

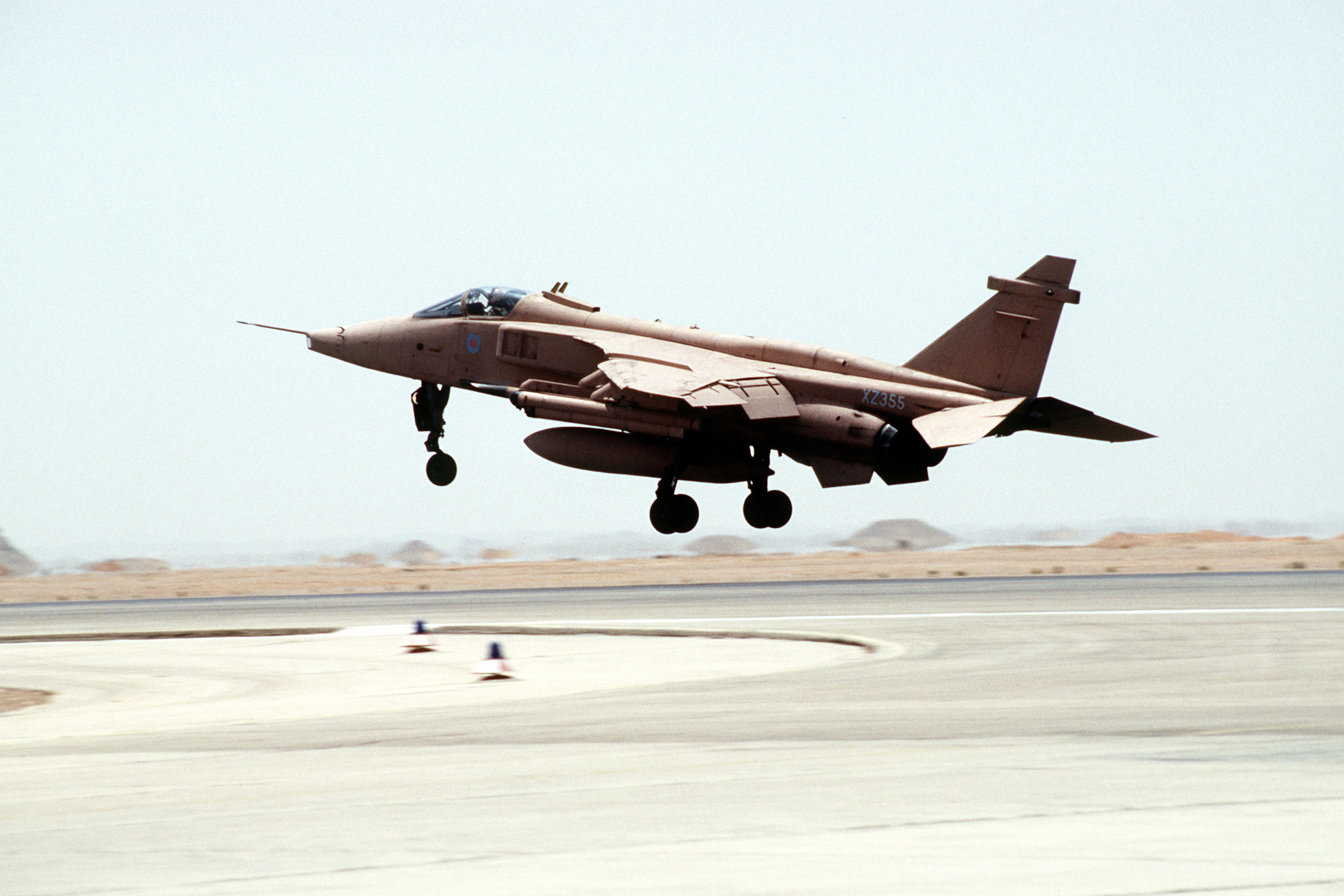
湾岸戦争で出撃する、イギリス空軍のジャギュア GR.3A
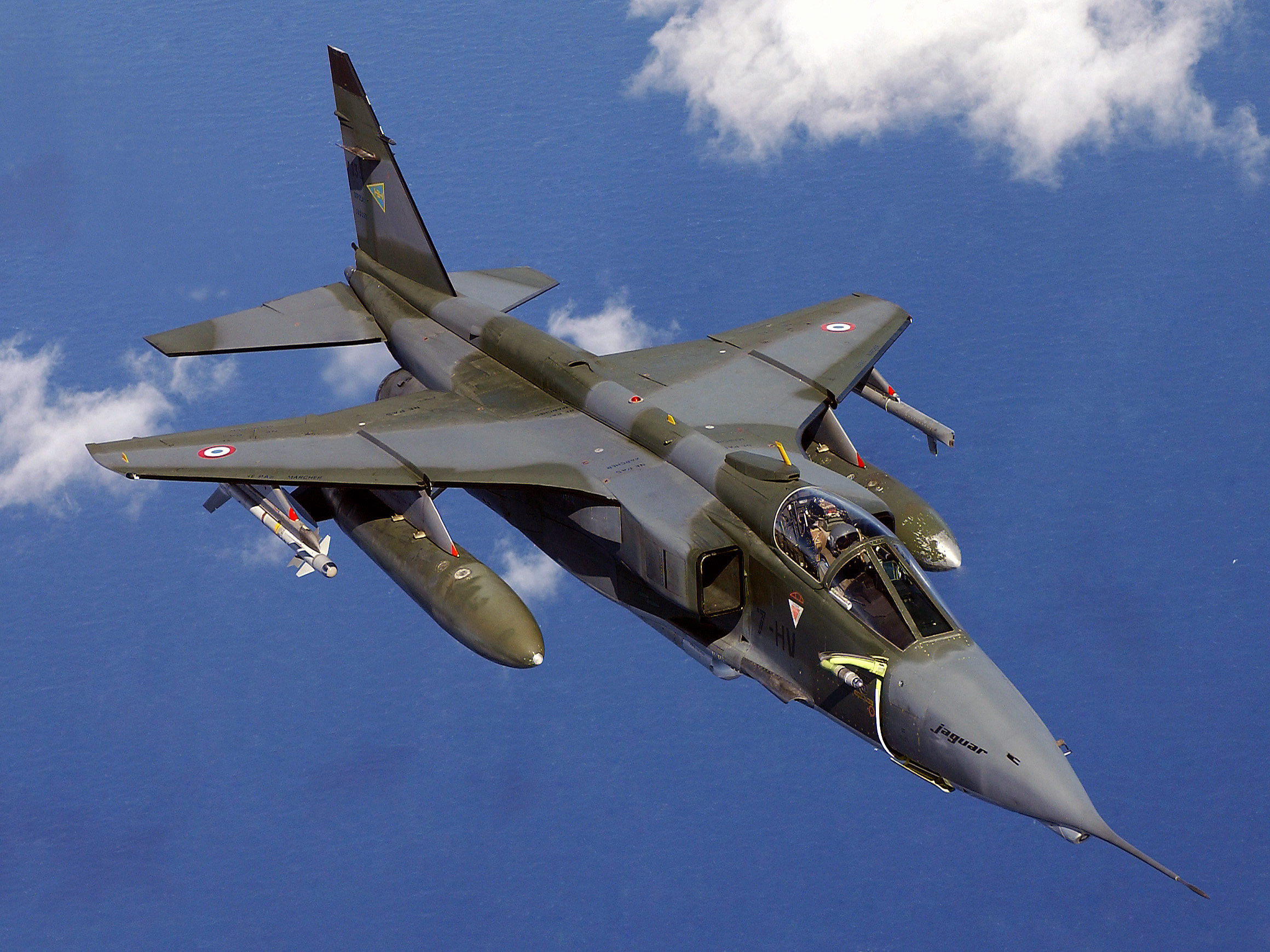
フランス空軍のジャギュア（戦闘爆撃機型）
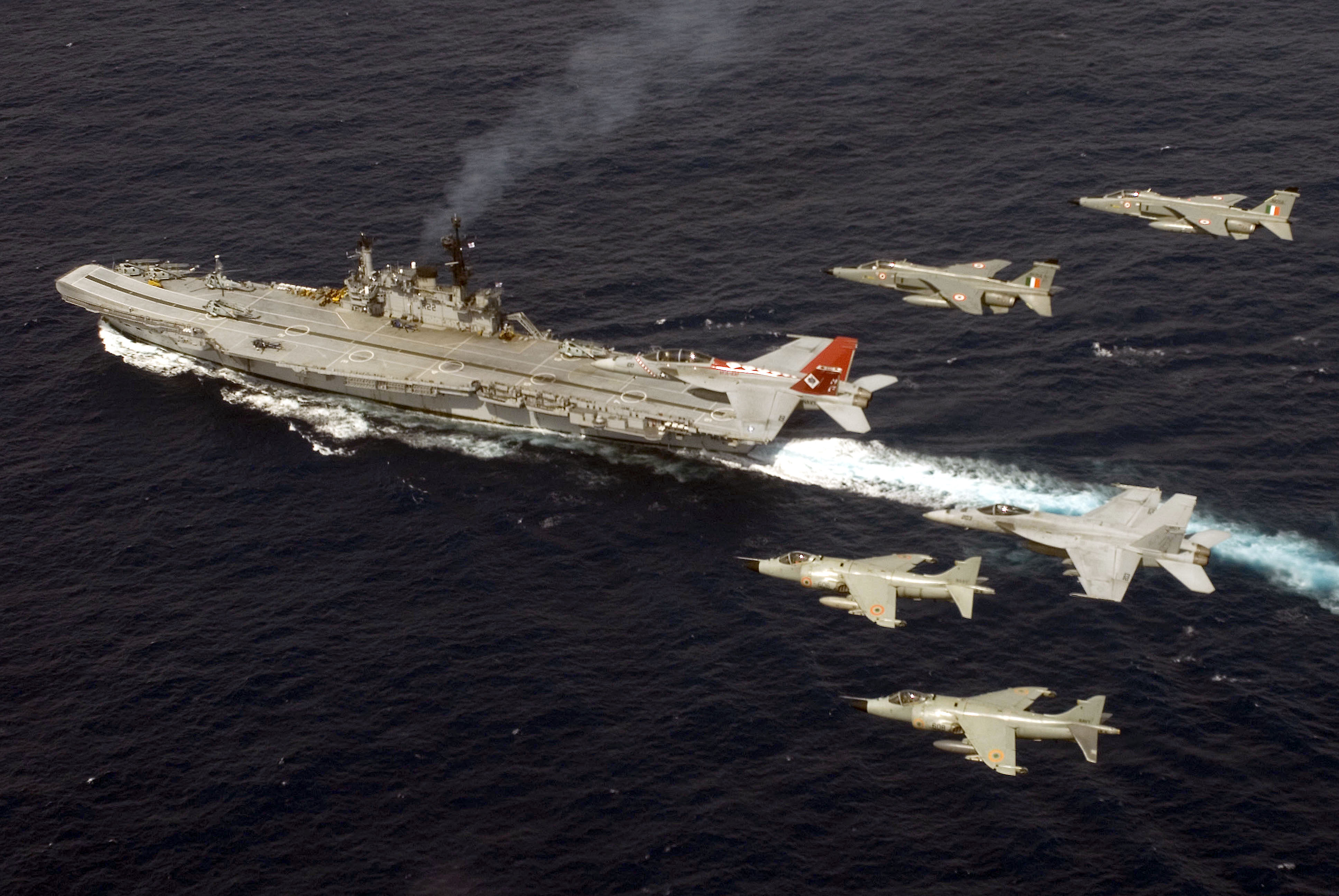
インド海軍の空母「ヴィラート」の上空を編隊飛行するインド空軍のシャムシャー攻撃機（上）と、アメリカ海軍F/A-18E/F（中）、インド海軍BAe シーハリアー（下）

## 派生型

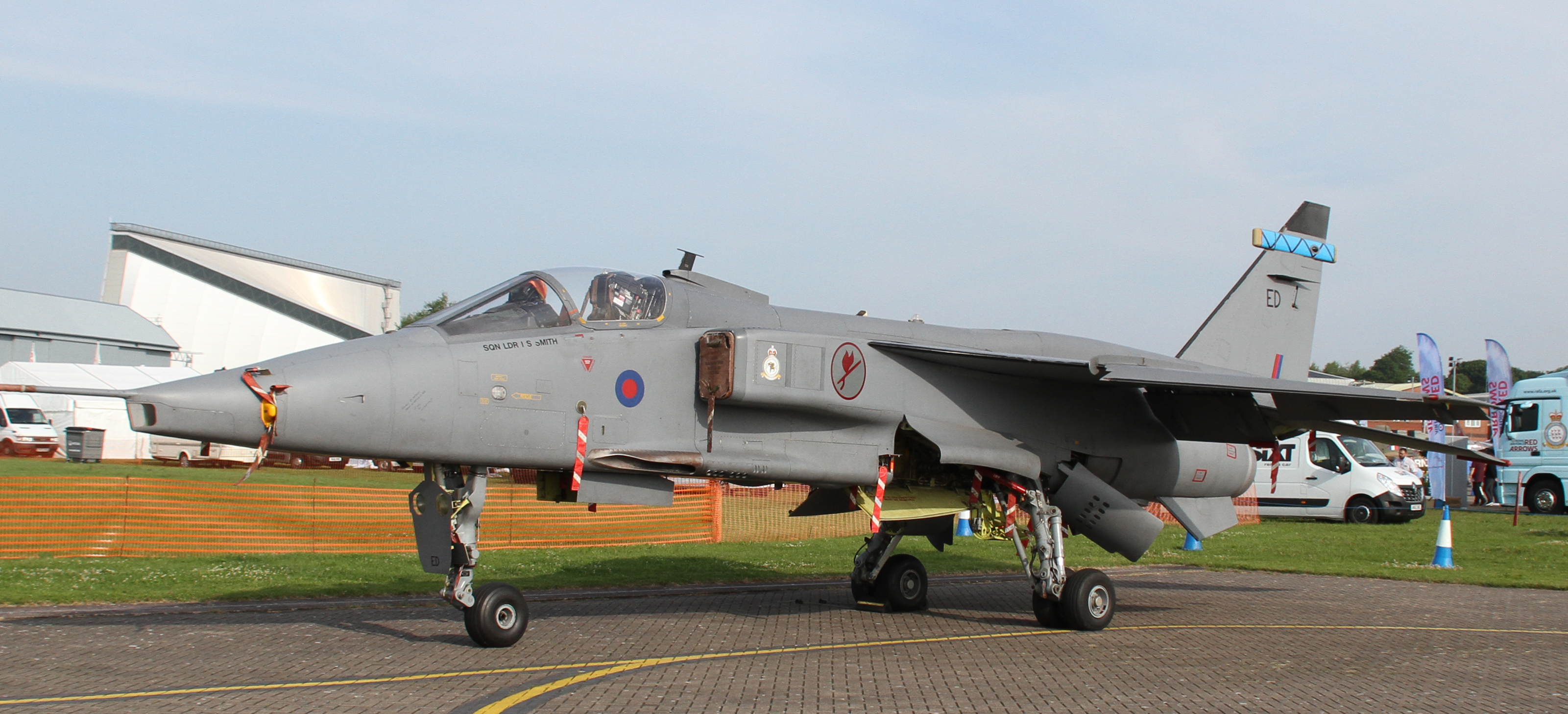
ジャギュア(単座型)
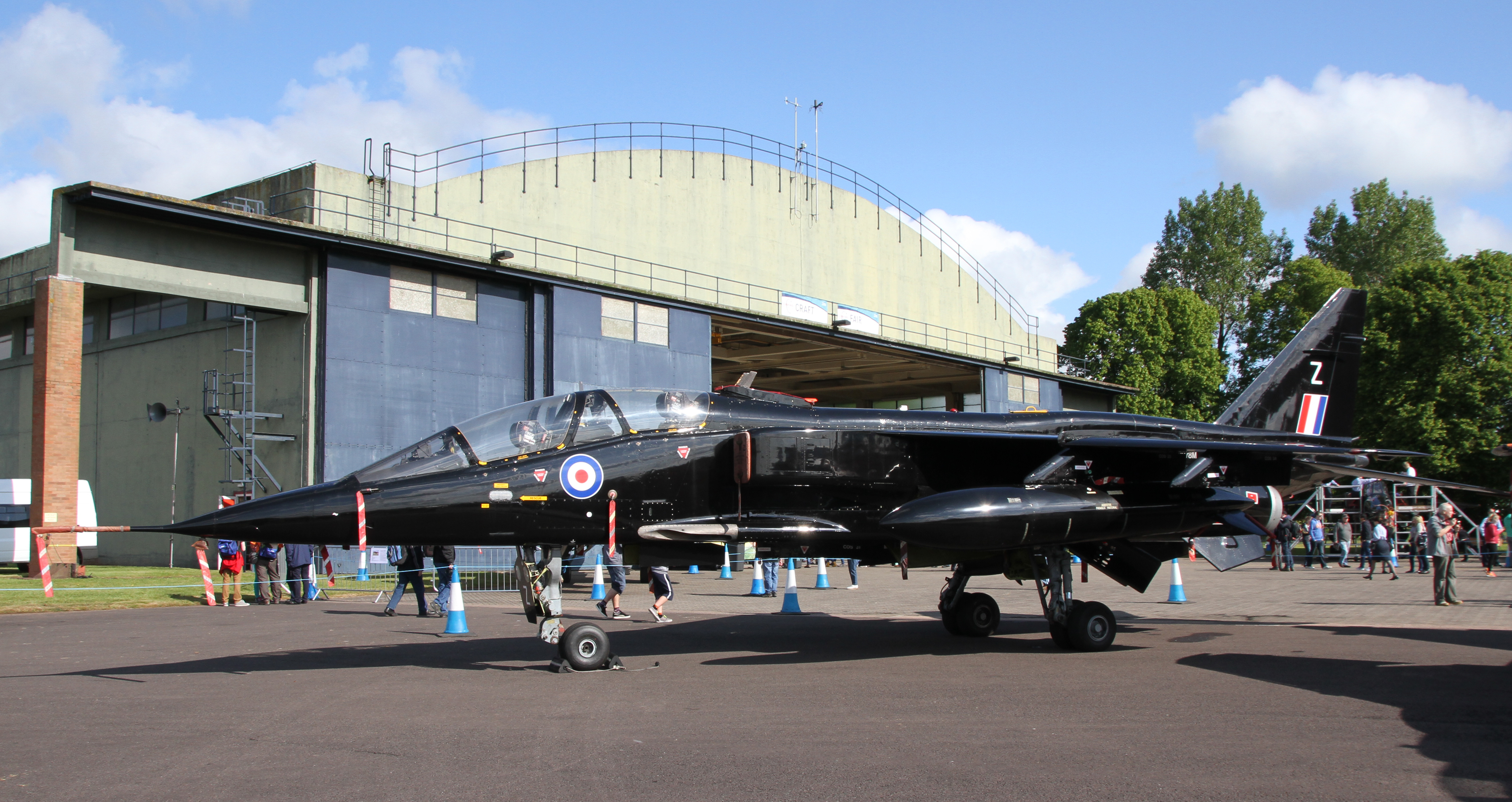
ジャギュア(2015年度のコスフォード航空ショーに参加した機体)
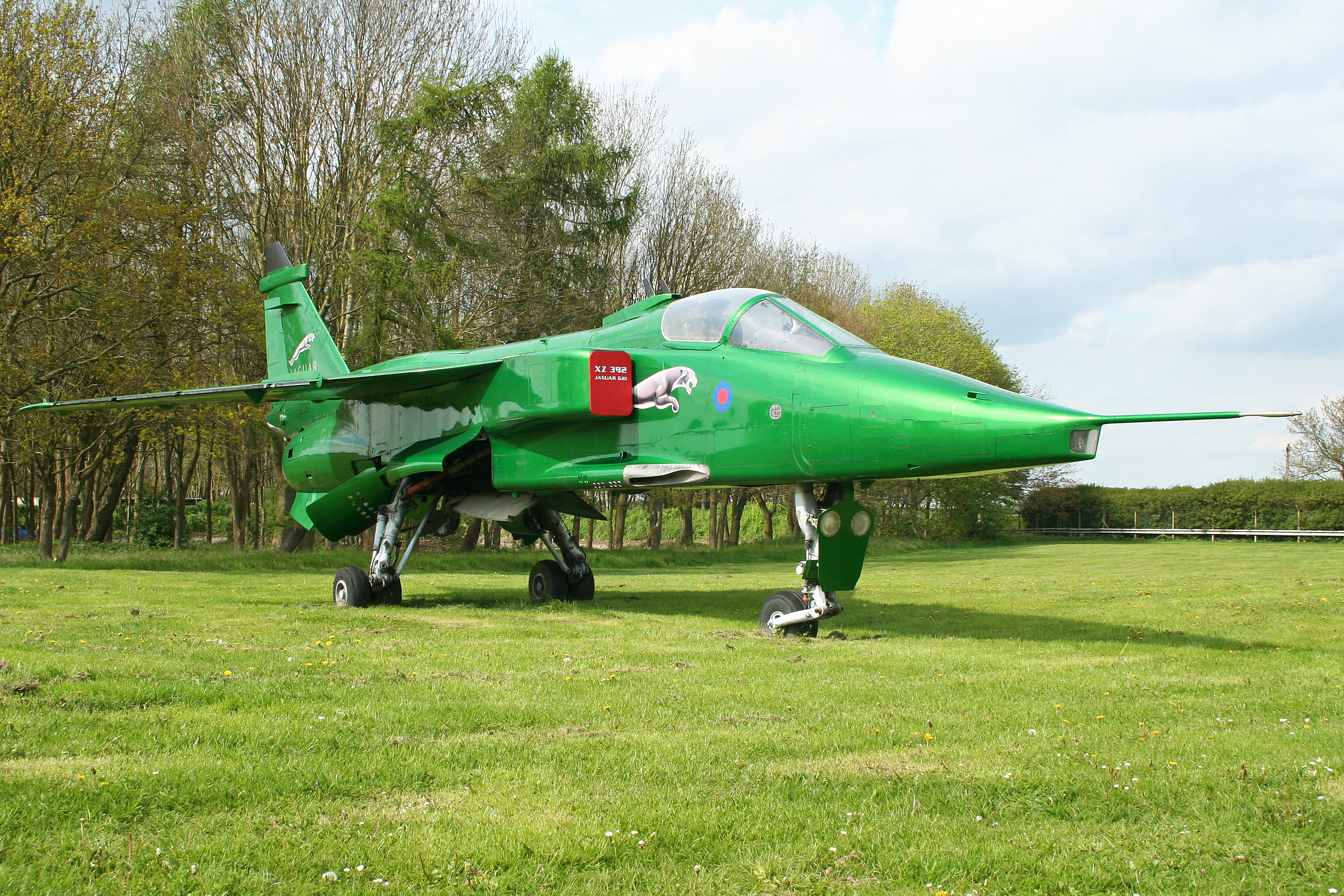
ゲートガードとして保存されている機体
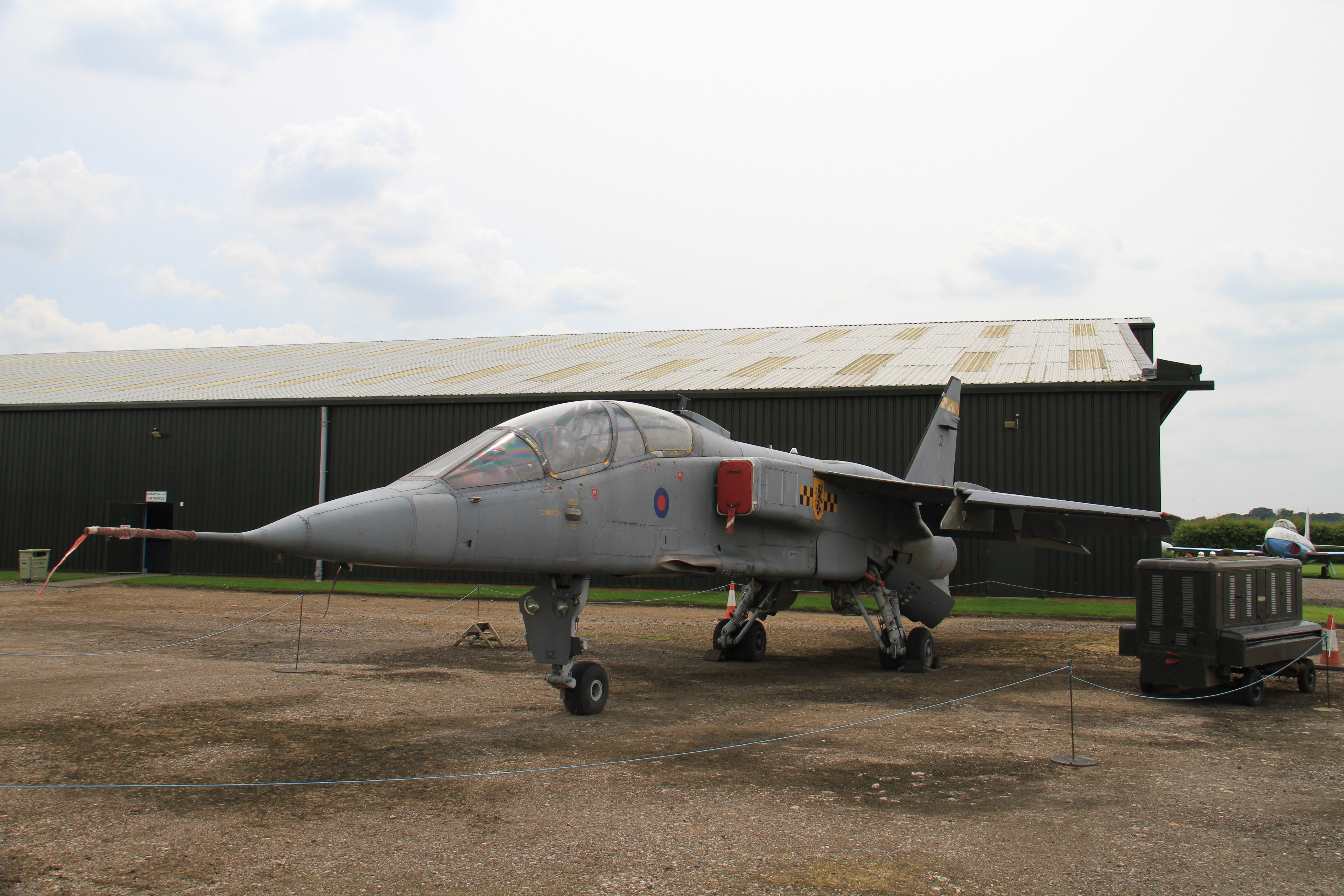
ジャギュアT.2A(機体番号XX829号)

ジャギュア S（GR Mk.1）
イギリス空軍向け単座攻撃機型。イギリスではGR Mk.1と呼ぶ。
ジャギュア GR Mk.1A
GR Mk.1の能力向上型。
ジャギュア GR Mk.1B
GR Mk.1AにTIALDの携行能力を与えたタイプ。
ジャギュア T Mk.2
イギリス空軍向け複座練習機型。
ジャギュア T Mk.2A
T Mk.2の能力向上型。
ジャギュア T Mk.2B
T Mk.2AにTIALDの携行能力を与えたタイプ。
ジャギュア GR Mk.3
GR Mk.1の近代化改修型。
ジャギュア GR Mk.3A
GR Mk.3にAIM-132 ASRAAM AAMの携行能力を与えたタイプ。
ジャギュア T Mk.4
T Mk.2の近代化改修型。
ジャギュア インターナショナル
S型をベースにした輸出型。エンジンを強力なものに換装している。
ジャギュア A
フランス空軍向け単座攻撃機型。

ジャギュア B
フランス空軍向け複座操縦転換訓練型。

ジャギュア E
フランス空軍向け複座練習機型。

ジャギュア M
フランス海軍向け単座攻撃機型。試作のみ。

ジャギュア IS
インドにおいてライセンス生産されたタイプ。エンジンを強化し、一部の機体はアゲブレーダーを搭載したことでシーイーグル対艦ミサイルを運用できるジャギュア IMとなっている。インド空軍ではシャムシャー (Shamsher) と呼ぶ。

## 採用国
- イギリス：203機
- フランス：200機
- ナイジェリア：18機（SN×13機、BN×5機）を調達[7]。退役済み[7]。
- オマーン：24機
- インド：2024年時点で、115機（IB×28機、IS×79機、IM×8機）を保有[8]。
- エクアドル：12機

## 諸元・性能 (単座型)
出典: Taylor, John W. (1982). Jane's All the World's Aircraft 1982-83. Jane's Publishing Company Limited. pp. 115-117. ISBN 978-0710607805
諸元
- 乗員: 1名
- 全長: 16.83 m （55 ft 2.5 in; ピトー管含む）
- 全高: 4.89 m （16 ft 0.5 in）
- 翼幅: 8.69 m（28 ft 6 in）
- 翼面積: 24.18 m2 （260.27 sq ft）
- 空虚重量: 7,000 kg （15,432 lbs）
- 最大離陸重量: 15,700 kg （34,612 lbs）
- 動力: ロールス・ロイス・チュルボメカ アドーアMk.102 アフターバーナー付ターボファン
  - ドライ推力: 22.75 kN （5,115 lbf） × 2
  - アフターバーナー使用時推力: 32.5 kN （7,305 lbf） × 2
- 内部燃料搭載量：4,200 L

性能
- 最大速度: マッハ1.6 （917ノット） ※高度36,000 ft
- 失速速度: 213 km/h （115ノット） ※着陸速度
- 戦闘行動半径: 1,408 km （760海里） ※増槽搭載、Hi-Lo-Hi
- フェリー飛行時航続距離: 3,524 km （1,902海里）
- 離陸滑走距離: 1,250 m （4,100 ft; 1,000ポンド爆弾8発搭載時）
- 着陸滑走距離: 680 m （2,230 ft）

武装
- 固定武装: DEFA 553 30mm機関砲×2門
- ハードポイント: 5ヶ所、最大搭載量 4,763 kg (10,500 lbs)